# Ardis
Ardis es una cadena de supermercados en Argel, la capital de Argelia . El primer hipermercado se abrió en 2012 en Mohammadia, el segundo en Bir El Djir, Orán, en 2016. Es propiedad del Grupo Arcofina.  

## Historia
El 5 de julio de 2012, el primer hipermercado Ardis abrió sus puertas en Mohammadia, en las afueras de Argel. El centro comercial está abierto todos los días de la semana de 09:00 a 00:00. El complejo consta de un hipermercado Ardis, 49 tiendas, 5 restaurantes y un parque acuático. Además, cuenta con un amplio estacionamiento al aire libre con más de 5,000 espacios de estacionamiento. Ardis también ofrece a sus clientes la opción de comprar en línea.
El segundo abrió en 2016 en Bir El Djir, en la wilaya de Orán. Tiene alrededor de veinte tiendas con una superficie de venta total de 1,300 m² y también cuenta con dos grandes áreas de restauración. Cerró en 2021.